# Érik Colin
Pour les articles homonymes, voir Colin.
Érik Colin est un acteur et directeur artistique français, né le 6 juillet 1947 à Nantes (Loire-Atlantique) et mort le 15 novembre 2013 à Puteaux (Hauts-de-Seine).
Il est d'abord connu au cinéma et à la télévision, particulièrement dans les deux premiers films de la trilogie La Septième Compagnie, avant de se consacrer au doublage, étant notamment la voix de Patrick Étoile de mer dans la série d'animation Bob l'éponge.

## Biographie

### Jeunesse
Georges Érik Colin est né le 6 juillet 1947 à Nantes, en Loire-Atlantique.

### Carrière
D'abord connu au cinéma et à la télévision, il est celui qui a incarné le rôle du lieutenant Duvauchel dans les deux premiers films de la trilogie La Septième Compagnie (1973-1975) de Robert Lamoureux. Il a également obtenu un petit rôle dans le film Et la tendresse ? Bordel ! de Patrick Schulmann, sorti en 1979, avant d'obtenir l'un des rôles principaux dans le film Rendez-moi ma peau… du même réalisateur, sorti en 1980. Il a aussi joué dans la mini-série L'Esprit de famille (1982), tirée du roman du même nom de Janine Boissard.
Pratiquant aussi le doublage, il est la voix française des acteurs Ian Buchanan, Fisher Stevens, Chris Noth ou encore d'Enrico Colantoni. Il a aussi doublé Ted Levine, incarnant le rôle du capitaine Stottlemeyer dans la série Monk. Au sein des séries d'animation, il est connu pour être la voix de Patrick Étoile de mer dans la série d'animation Bob l'éponge de 1999 à 2013 et également des voix additionnelles dans cette même série.
Hormis ces passages au cinéma et ses nombreux doublages, Érik Colin était également directeur artistique pour des séries américaines comme Dead Zone, Nip/Tuck, Les Soprano ou encore Danny Fantôme.

### Mort
Il meurt le 15 novembre 2013 à Puteaux, dans les Hauts-de-Seine,,, des suites d'un cancer du pancréas, à l'âge de 66 ans.

## Théâtre
- 1974 : Le Fléau des mers d'après Léonce Nus, mise en scène par Stéphan Meldegg, opéra-théâtre d'Avignon et des Pays de Vaucluse
- 1980 : Le Charlatan de Robert Lamoureux, mise en scène par Francis Joffo, théâtre des Célestins

## Filmographie

### Cinéma

#### Longs métrages
- 1973 : Mais où est donc passée la septième compagnie ? de Robert Lamoureux : lieutenant Duvauchel
- 1974 : Dis-moi que tu m'aimes de Michel Boisrond : Charles Tabard
- 1975 : Le Chat et la Souris de Claude Lelouch : Robert
- 1975 : On a retrouvé la septième compagnie de Robert Lamoureux : lieutenant Duvauchel
- 1977 : Good-bye, Emmanuelle de François Leterrier : Guillaume
- 1979 : Et la tendresse ? Bordel ! de Patrick Schulmann : Tim
- 1980 : Rendez-moi ma peau de Patrick Schulmann : Jean-Pierre

#### Court métrage
- 2001 : That Soul Thing de François Dumoulin[5] : le père

### Télévision

#### Téléfilms
- 1970 : Madame Filoumé : Umberto
- 1972 : La Mort d'un champion d'Abder Isker : Marc Joubert
- 1972 : L'Image : L'assistant
- 1973 : Le Mauvais : François
- 1974 : À vos souhaits... la mort : Le neveu
- 1974 : Léo Burckart et les Étudiants : Le comte de Valdeck
- 1975 : Le Péril bleu de Jean-Christophe Averty : Maxime
- 1979 : Histoires de voyous : L'Élégant
- 1981 : Le Charlatan : Félix Carbille
- 1982 : Lise et Laura d'Henri Helman : Christian

#### Séries télévisées
- 1973 : Le Provocateur : Pierre Charmoy
- 1976 : Au théâtre ce soir : Max
- 1976 : Anne, jour après jour de Bernard Toublanc-Michel : Antoine Brémont
- 1977 : Ne le dites pas avec des roses : Patrice Martinet
- 1978 : Il était un musicien
- 1978 : Hygea 7 : Yann, le Pilote
- 1979 : Les Amours de la Belle Époque de René Lucot : Louis de Figon
- 1979 : Joséphine ou la Comédie des ambitions : Lazare Hoche
- 1981 : La Vie des autres : François Donati
- 1981 : Les Amours des années grises : Jean
- 1982 : L'Esprit de famille : Paul Démogée
- 1985 : Hôtel de police : Mendera
- 1985-1986 : Madame et ses flics : Louis-Philippe Marceau
- 1986 : Médecins de nuit de Jean-Pierre Prévost : Marc Vigneron
- 1988 : La Sonate pathétique : Andral
- 1988 : Allô, tu m'aimes ? de Pierre Goutas
- 1998 : Sous le soleil : Giancarlo Lorenzi

## Doublage

### Cinéma

#### Films
- Michael Douglas dans :
  - À la poursuite du diamant vert (1984) : Jack Colton
  - Le Diamant du Nil (1985) : Jack Colton
- Hugh Laurie dans :
  - Stuart Little (1999) : Frederick Little
  - Stuart Little 2 (2002) : Frederick Little
- 1978 : The Big Fix : Wilson (Larry Bishop)
- 1983 : Local Hero : Mac (Peter Riegert)
- 1983 : Le Mystère Silkwood : Paul Stone (Ron Silver)
- 1984 : Tank : le sergent Tippet (Dorian Harewood)
- 1984 : Une défense canon : Wylie Cooper (Dudley Moore)
- 1985 : Mort sur le grill : Renaldo (Bruce Campbell)
- 1986 : Vendredi 13, chapitre VI : Jason le mort-vivant : l'adjoint Rick Cologne (Vincent Guastaferro)
- 1986 : Les Coulisses du pouvoir : Pete St. John (Richard Gere)
- 1987 : Un ticket pour deux : Neil Page (Steve Martin)
- 1989 : Vidéokid : L'Enfant génial[n 1] : Bateman (Sam McMurray)
- 1994 : Jack l'Éclair : Luke (Mark Miles)
- 1996 : Larry Flint : Miles (Miles Chapin)
- 1997 : Relic : le lieutenant Vincent d'Agosta (Tom Sizemore)
- 2001 : Cash Express : Randall « Randy » Pear (Jon Lovitz)
- 2004 : Sans frontière : Steiger (Yorick van Wageningen)
- 2005 : Zathura : Une aventure spatiale : Patrick Étoile de mer (Bill Fagerbakke)
- 2007 : Pirates des Caraïbes : Jusqu'au bout du monde : le capitaine Chevalle (Marcel Iureș)
- 2009 : Loin de la terre brûlée : Nick Martinez, l'amant de Gina (Joaquim de Almeida)
- 2009 : Les Copains dans l'espace : Pi (Bill Fagerbakke)
- 2012 : L'Emprise du mal : Raúl (Gustavo Salmerón)

#### Films d'animation
- 1981 : Peter le chat : le père de famille
- 2000 : Digimon, le film : Keramon, Infermon, Diaboromon, MetalGarurumon[6]
- 2004 : Bob l'éponge, le film : Patrick Étoile de mer, le narrateur
- 2004 : Barbie : Cœur de princesse : Hervé le cheval et le révérend
- 2005 : Stuart Little 3 : Frederick Little

### Télévision

#### Téléfilms
- David Andrews dans :
  - Un choix difficile (1998) : Cal Spangler
  - Destins confondus (1999) : James Barlow
- 1971[n 2] : Duel : David Mann (Dennis Weaver) (version télévisuelle)
- 1993 : Doubles jumelles, doubles problèmes : M. N (Meshach Taylor)
- 1996 : Terre de liberté : Dr David Thompson (Chris Noth)
- 2000 : Fou d'elle : Cha Cha (John « Cha Cha » Ciarcia)
- 2000 : La Voix du succès : Lowell Levitt (Stewart Bick)
- 2002 : Liaison obsessionnelle : David Stillman (Sam Robards)
- 2003 : Arabesque : Le Fils perdu : Paddy Welhen (Cyril O'Reilly)
- 2004 : Un fiancé pour Noël : Ted Powell (Bruce Thomas)
- 2005 : Vengeance de femme (Fatal Reunion) : un agent de police
- 2005 : Fausses Disparitions : Howard Addison (John Colton)
- 2005 : Supervolcano : Rick Lieberman (Michael Riley)
- 2006 : La Conviction de ma fille : l'inspecteur Gibson (John Furey)

#### Séries télévisées
- Fisher Stevens dans :
  - Demain à la une (1996-2000) : Chuck Fishman
  - La Star de la famille (2004) : Nick Spinelli
  - New York, section criminelle (2004) : Ray Garnett
  - Lost : Les Disparus (2008-2010) : George Minkowski
  - Damages (2011) : le thérapeute
  - New York, unité spéciale (2012) : Ted Scott
- Ian Buchanan dans :
  - Amour, Gloire et Beauté (1993) : James Warwick (1re voix)
  - New York Police Blues (1996) : Prince Forsmann (saison 4, épisode 5)
  - La Star de la famille (2004) : lui-même (saison 1, épisode 24 et 25)
  - Nip/Tuck (2007) : Damien Sands (saison 5, épisode 6)
- Chris Noth dans :
  - New York, police judiciaire (1990-1995) (2005-2008) : inspecteur Mike Logan
  - New York, section criminelle (1990-1995) (2005-2008) : inspecteur Mike Logan
- Željko Ivanek dans :
  - Oz (1997-2003) : James Devlin
  - Shark (2006) : Elliott Dasher (saison 1, épisodes 2 et 6)
- John Newton dans :
  - Melrose Place (1998-1999) : Ryan McBride
  - Tru Calling : Compte à rebours (2003) : Aarom McCann (pilote)
- Miguel Sandoval dans :
  - Shérifs à Los Angeles (2003-2004) : capitaine Otis Briggs
  - Grey's Anatomy (2012) : Hank (saison 9, épisode 7)
- Anthony Denison dans :
  - The Closer (2005-2012) : lieutenant Andy Flynn
  - Major Crimes (2012-2013) : lieutenant Andy Flynn (1re voix)
- Dennis Boutsikaris dans :
  - Six Degrees (2006-2007) : Leonard Ralston (4 épisodes)
  - Dr House (2010) : Artie (saison 6, épisode 15)
- 1988 : La Noble Maison : Ian Dunross (Pierce Brosnan) (mini-série en 4 épisodes)
- 1989-1990 : Falcon Crest : Michael Sharpe (Gregory Harrison) (22 épisodes)
- 1990-1993 : Côte Ouest : Nick Shillace / Dimitri Pappas (Lorenzo Caccialanza) (30 épisodes)
- 1991 : Les Contes de la crypte : Malcolm Mayflower (William Atherton) (saison 3, épisode 8)
- 1991-1995 : Amoureusement vôtre : Jeremy Hunter / Gilbert Nostrand (Jean LeClerc) (416 épisodes)
- 1994-2004 : New York Police Blues : Jerry Martens (Scott Allan Campbell) (2e voix, saisons 4 à 10)
- 1995-1996 : Murder One : Graham Lester (Stanley Kamel) (8 épisodes)
- 1995-1999 : Infos FM : Jimmy James (Stephen Root) (97 épisodes)
- 1996-2001 : Brigade des mers : l'inspecteur-chef Jeff Hawker (Peter Bensley) (177 épisodes)
- 1997-1999 et 2005 / 2004 : Stargate SG-1 : le major Charles Kawalski (Jay Acovone) (5 épisodes) et le colonel Dave Dixon (Adam Baldwin) (saison 7, épisodes 17 et 18)
- 1998 : Melrose Place : Rory Blake (Anthony Tyler Quinn) (5 épisodes)
- 1998-2004 : The Practice : Donnell et Associés : l'inspecteur Michael McGuire (Ray Abruzzo) (44 épisodes)
- 1999-2007 : Les Soprano : Tony Soprano (James Gandolfini) (86 épisodes)
- 2000 : Power Rangers : Sauvetage éclair : le capitaine William Mitchell (Ron Rogge) (40 épisodes), Diabolico (Neil Kaplan) (27 épisodes) et Olympius (Terence J. Rotolo) (22 épisodes)
- 2000-2002 : Resurrection Blvd : Roberto Santiago (Tony Plana) (53 épisodes)
- 2001 / 2002 / 2003 : Queer as Folk : M. Dixon (Kevin Hicks) (saison 1, épisode 16), le médecin (Patric Masurkevitch) (saison 1, épisode 18), Ida Pearlstein (Avery Saltzman) et un majordome (Sean Orr) (saison 2, épisode 8), un voisin et un agent de police (saison 3, épisode 6)
- 2001-2005 : Messiah : Duncan Warren (Neil Dudgeon) (9 épisodes)
- 2002 : Sue Thomas, l'œil du FBI : Henry Proctor (Ron Kennell) (saison 1, épisode 2)
- 2002 / 2003 : New York, unité spéciale : Dr Stewart Lynch (Patrick Cassidy) (saison 4, épisode 6) et Phillip Dutton (Mark Jacoby) (saison 4, épisode 25)
- 2002-2009 : Monk : le capitaine Leland Stottlemeyer (Ted Levine) (124 épisodes)
- 2003-2013 / 2008-2009 : Degrassi : La Nouvelle Génération : le coach Darryl Armstrong (Michael Kinney) (2e voix, 53 épisodes) et le principal Sheppard (Kevin Jubinville) (14 épisodes)
- 2004-2007 : Veronica Mars : Keith Mars (Enrico Colantoni) (64 épisodes)
- 2005 : Desperate Housewives : Bob Rowland (Mark Harelik) (saison 1, épisode 13)
- 2005 : Réunion : Destins brisés : l'inspecteur (Steve Ryan) (saison 1, épisode 1)
- 2007 : Supernatural : le père Reynolds (Denis Arndt) (saison 2, épisode 13)
- 2007-2009 : Samantha qui ? : Howard Newly (Kevin Dunn) (35 épisodes)
- 2007-2011 : Burn Notice : agent Harris (Marc Macauley) (1re voix, 10 épisodes)
- 2008 : Bonekickers : Gregory Parton (Hugh Bonneville) (mini-série en 6 épisodes)
- 2008 : How I Met Your Mother : Arthur Hobbs (Bob Odenkirk) (1re voix, saison 3, épisode 15)
- 2008-2009 : The Guard : Police maritime : Miro Da Silva (Steve Bacic) (22 épisodes)
- 2009 : The Killing : Carsten Plough (Preben Kristensen) (10 épisodes)
- 2009 : Castle : John McGinnis (Clayton Rohner) (saison 2, épisode 7)
- 2009 : Eleventh Hour : Chase Coleman (John Prosky) (saison 1, épisode 15)
- 2009 : Grey's Anatomy : Roy Mackinaw (Bill Fagerbakke) (saison 6, épisode 6)
- 2012-2013 : Veep : Mike McLintock (Matt Walsh) (65 épisodes)

#### Séries d'animation
- 1975-1980 : Maya l'abeille : Jérôme le mille pattes, Jean le taon[6]
- 1982 : Télétactica : Tactimor
- 1995-1996 : Gundam Wing : voix additionnelles
- 1996 : B't X : X, Fao[6]
- 1997 :You're Under Arrest : Dorian (épisode 24)
- 1999 : Digimon Adventure : Narrateur, Hiroaki Ishida (père de Matt), MetalGarurumon, Ogremon, Wargreymon, voix additionnelles[6]
- 1999-2001 : Monster Rancher : Harry, Mocchi[6]
- 1999-2005 : Michat-Michien : Lube McDog
- 1999-2005 : Histoires de Dragons : Ord
- 1999-2013 : Bob l'éponge : Patrick Étoile de mer. (1re voix, saisons 1 à 9, épisode 11), le narrateur, le Hollandais volant et voix additionnelles (saisons 1 à 9)
- 2000 : Digimon Adventure 02 : Narrateur, Datamon, Hiroaki Ishida (père de Matt), MaloMyotismon, MetalGarurumon, Raidramon, Stingmon et voix additionnelles[6]
- 2003 : Stuart Little : Frederick Little
- 2004-2013 : Futurama : Gary[6]
- 2004-2007 : Danny Fantôme : M. Lancer, Johnny 13, Glace Pilée[6]
- 2009-2010 : Angels : L'Alliance des anges : Malachaï et voix additionnelles (saison 1)
- 2011-2012 : Wakfu : Qilby (1re voix, saison 2)
- 2012-2013 : Saint Seiya Omega : Zenzo (1re voix, saison 1)

### Direction artistique
Érik Colin a également été directeur artistique.
| - 2010 : Rendez-vous en enfer - 2011 : Limitless - 2011 : The Company Men - 2011 : Eva - 2007 : Headless Horseman - 2009 : Les murmures de Noël - 2009 : Facteur 8 : Alerte en plein ciel - 2010 : À quoi pensent les hommes ? - 2010 : Rendez-vous en enfer - 2011 : Neuf mois et un coussin - 2011 : Dans le sillage du passé - 2011 : Dangereuse invitée - 2011 : Bollywood dans les Alpes - 2011 : La Tentation d'aimer - 2011 : Rendez-vous interdits - 2011 : Ma nounou brésilienne - 2012 : Karyn l'obstinée - 2012 : Tierisch Verknalt - 2012 : Dame de fer pour cœur de velours - 2012 : Une robe de mariée pour deux - 2012 : Mission Caraïbes - 2012 : Un bébé pour Steffi - 2012 : Rien ne sert de courir - 2013 : Un million de raisons - 2013 : La Maison des souvenirs - 2013 : Cœurs de braise - 2013 : Noël tous en chœur - 2013 : Journal intime d'un prince charmant | - Bonekickers - Brigade des mers - Le Damné - Dead Zone (codirection avec Blanche Ravalec et Joël Martineau) - Les Enquêtes de Murdoch (saisons 1) - Melrose Place (codirection avec Philippe Chatriot, Blanche Ravalec et Jean-Claude Montalban) - Messiah (saisons 1 à 4) - New York Police Blues (codirection avec Philippe Chatriot et Bernard Tiphaine) - New York, section criminelle (saisons 1 à 8, codirection avec Philippe Chatriot) - NCIS : Enquêtes spéciales (saisons 1 à 6, codirection avec Philippe Chatriot, Antoine Nouel et Michel Dodane) - Nip/Tuck (saisons 1 à 5, codirection avec Blanche Ravalec, Michel Bedetti, Philippe Chatriot et Antoine Nouel) - Réunion : Destins brisés - Resurrection Blvd. (codirection avec Blanche Ravalec) - Shérifs à Los Angeles - Les Soprano (codirection avec Blanche Ravalec) - The Guard : Police maritime - The League (saisons 1 et 2) - True Justice - Veronica Mars (saisons 1 à 3, codirection avec Blanche Ravalec) - 2000 : Wounchpounch - 2004-2007 : Danny Fantôme - 2006-2008 : Finley, le camion de pompier - 2006-2010 : Fifi et ses floramis - 2009-2010 : Angels : L'Alliance des anges (saison 1) |